# Cattewater

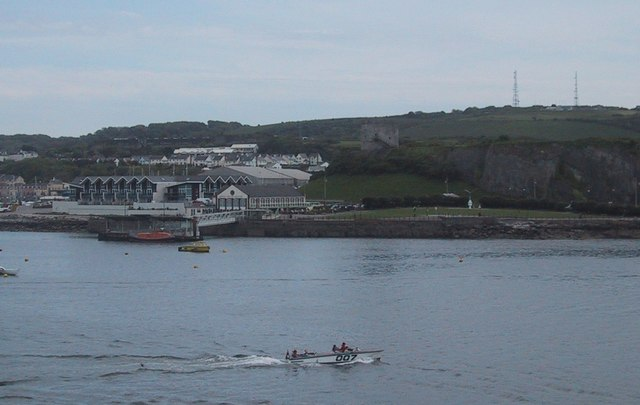
La tour du Mont Batten vue depuis le Cattewater.

La ville de Plymouth, dans le Devon, en Angleterre, est délimitée par le Dartmoor au nord, le Hamoaze à l’ouest, l’étendue d’eau ouverte appelée Plymouth Sound au sud et la rivière Plym à l’est.
Le Cattewater est cette étendue d’eau où l’embouchure de la rivière Plym se confond avec le Plymouth Sound, juste à l’est de Sutton Pool. C’est autour de cette étendue d’eau qu’a commencé le manoir de Sutton, qui a grandi jusqu’à former la ville actuelle. Sur la rive nord de cette confluence d’eaux, il y avait un affleurement rocheux, qui, a-t-on prétendu, avait l’apparence d’un chat. Cela a donné son nom à cette étendue d’eau, et finalement le nom de Cattedown aux quais et à la zone commerciale adjacents. À l’exception d’un petit pétrolier occasionnellement, la zone est maintenant principalement utilisée par les chalutiers de pêche, les yachts et les petites embarcations de plaisance. Il y a un bateau-bus qui la traverse des Mayflower Steps sur Plymouth Barbican au mont Batten et aussi Oreston à la fois sur la rive sud.
L’orthographe « Cattewater » n’est ni ancienne ni cohérente. Les sources et les textes locaux ainsi que les premières cartes et dessins font référence à l’ouverture de l’estuaire diversement comme Catwater, Cat Water et Catt Water. Les moteurs de recherche Internet lancent d’autres versions.